# Makov (okres Čadca)
Makov je obec v okrese Čadca v Žilinském kraji na Slovensku. Nachází se v regionu Kysuce. Žije v ní přibližně 1 700 obyvatel.

## Historie
Obec vznikla v 19. století odtržením od Vysoké nad Kysucou. V obci je římskokatolický kostel svatého Petra a Pavla z roku 1803. Během druhé světové války byla vypálena osada Greguše.

## Přírodní poměry
Centrum obce leží v nadmořské výšce 583 metrů. Její katastrální území má výměru 46,052 km². Makov se nachází v jihozápadní části okresu Čadca, v údolí řeky Kysuca, která pramení nad makovskou částí Kopanice. Rozlohou velká obec leží v chráněné krajinné oblasti Kysuce, na styku Turzovské vrchoviny s Javorníky. V katastru obce se také nachází vrchol Veľkého Javorníku (1 072 m n. m.), nejvyšší hory Javorníků. Na jejím severním svahu u hranic s Českem se nalézá osada Kasárne. V katastrálním území obce leží přírodní rezervace Hričovec. Součástí katastrálního území obce jsou přírodní rezervace Hričovec a národní přírodní rezervace Veľký Javorník.

## Znak obce
Obec je rozdělena na čtyři části, které se napojují na centrální část. Podle toho má obec i znak, na kterém je zobrazen zlatý jilm se čtyřmi kořeny. Kořeny představují části Makova (Černé, Potok, Kopanice, Trojačka) a koruna jilmu symbolizuje centrum obce. Jilm je vyobrazen na modrém štítě.

## Doprava
Obcí prochází od státní hranice s Českem ze sedla Bumbálka silnice I/10, která dále vede do Bytče. V její trase vede také evropská silnice E442. V obci se na tuto hlavní silnici připojuje silnice II/487 z Čadce. Do Makova vede železniční trať z Čadce, osobní dopravu provozuje dopravce Železničná spoločnosť Slovensko. Místním autobusovým dopravcem je SAD Žilina.
V Makově je také lyžařské středisko s názvem SKI Makov a nacházejí se zde i cyklistické stezky. V části Kopanice také roste 600letý jilm plavý. V části Trojačka rostou nejstarší lípy.

## Pamětihodnosti
V obci se nachází římskokatolický kostel svatého Petra a Pavla z roku 1803.